# オガタマノキ
オガタマノキ（招霊木、小賀玉木、学名: Magnolia compressa）は、モクレン科モクレン属に属する常緑高木の1種である（図1）。和名は、招霊（おきたま）が転じて「オガタマ」になったともされる。オガタマノキ属に分類されることが多かったが（Michelia compressa）、2022年現在ではふつうモクレン属に分類される。日本に自生するモクレン科植物の中では、唯一の常緑樹である。早春に直径3センチメートルほどの紫紅色を帯びた黄白色の花を葉腋につける。本州関東地方から台湾に分布する。神社に植栽され、ときに神事に使われる。
大賀玉の木（おがたまのき）と呼ばれる正月の飾りは、別の種類の木を用いる（#大賀玉の木参照）。

## 特徴
常緑高木であり、高さ10–15メートル (m)、幹の胸高直径は30–80センチメートル (cm) ほどだが、大きなものは高さ 20 m、胸高直径 1.5 m に達する。香りがよい。樹皮は暗灰褐色で平滑（下図2a）。枝は暗緑色、無毛または褐色の伏毛があり、托葉痕が枝を一周している。
葉は互生し、葉身は狭倒卵形から長楕円状倒卵形、長さ 5–14 cm、幅 2–5 cm、全縁、先端はふつう鋭頭、基部はくさび形、革質、表面は光沢があり深緑色で無毛、裏面は白色を帯び、主脈上などに短毛がある（上図2b）。葉柄は長さ 2–3 cm、有毛。
花期は2月から4月、直径 3 cm ほどの両性花が葉腋に1個ずつつく。花柄は長さ約 1 cm（下図3a）。花被片はふつう12枚、萼片と花弁の分化はなく全て花弁状、狭倒卵形、長さ15–25ミリメートル (mm)、内側のものがやや小さく、鋭頭、黄白色で基部が紫紅色を帯びる（下図3a）。雄しべは30–40個、長さ 4–5 mm、葯は長さ約 3 mm。雌しべは離生心皮、多数、初めは有毛。雄しべ群と雌しべ群の間の花托に隙間がある。花の匂いは強く、その主成分は安息香酸メチルである。
果期は9–10月。個々の雌しべは卵形から球形、長さ 1.5–2 cm の袋果となり、ブドウの房状に集まって長さ 5–10 cm の集合果になるが、同じモクレン属のコブシなどと異なり果実は融合しない（上図3b）。各袋果には2–3個の種子が含まれ、種子は赤い外層で覆われる（上図3b）。染色体数は 2n = 38。

## 分布・生態
本州の関東中南部以西（千葉県以西）の太平洋岸と四国、九州、南西諸島から台湾に分布する。
丘陵帯から山地帯下部の林地に生育する。
ミカドアゲハの食樹としても知られている。

## 分類
オガタマノキはオガタマノキ属（Michelia）に分類されることが多かったが（Michelia compressa）、2022年現在ではふつうモクレン属に分類される（Magnolia compressa）。モクレン属の中では、オガタマノキ節（section Michelia）に分類される。
オガタマノキのうち、八重山列島から台湾に分布するものは葉身が狭倒卵形から狭楕円形、やや小型で長さ 5–11 cm、幅 2–4 cm、花被片が全体に黄白色であり、沖縄諸島以北に分布するもの（上記参照）とやや異なる。そのため、前者を変種タイワンオガタマ（M. compressa var. formosana (Kaneh.) C.F.Chen (2014)）、後者を基本変種の M. compressa var. compressa として区別することがある。
近縁種の中で、中国原産のカラタネオガタマ（別名: トウオガタマ、学名: Magnolia figo）は、日本でも庭木や生け垣としてよく植栽されている。オガタマノキのように大きくはならず、花にはバナナに似た強い香りがある。

## 人間との関わり
和名の「オガタマノキ」は、神道思想の「招霊」（おぎたま）から転化したものといわれる。日本神話においては、天照大神が天岩戸に隠れてしまった際に、天鈿女命がオガタマノキの枝を手にして天岩戸の前で舞ったとされる。神社によく植栽され、神木とされたり（下図4a, b）、神前に供えられたりする。スポーツの神様として有名な白峯神宮（京都市上京区）には樹齢800年と伝えられるオガタマノキがあり、京都市天然記念物に指定されている（下図4c）。また神楽で使われる神楽鈴は、オガタマノキの果実が裂開して種子が見える状態のものを模しているともいわれる（下図4d）。
材は、良質な家具材として利用されることがある。
オガタマノキは、常陸宮正仁親王のお印である。
オガタマノキは、宮崎県高千穂町や香川県琴平町の町の木に指定されている。
オガタマノキ（黄心樹、小賀玉の花、黄心樹の花、黄心樹木蓮）は晩春の季語である。ただし、漢名の「黄心樹」は別の種とされる。オガタマノキの花言葉は「畏敬の念」である。
1円硬貨にデザインされた枝葉は特定の植物をモデルとしていないが、オガタマノキがモデルであるとする風説がある。

## 大賀玉の木
大賀玉の木（おがたまのき）は新年の飾りであり、邪気を払うために1月14日の夜に門前や門松にクルミやネムノキの枝を飾ったものである。新年の季語。